# Norvège aux Jeux olympiques d'été de 1928
La Norvège participe aux Jeux olympiques d'été de 1928 à Amsterdam. 52 athlètes norvégiens ont participé à 42 compétitions dans 9 sports. Ils y ont obtenu quatre médailles : une d'or, deux d'argent et une de bronze.

## Médailles
| Médaille | Discipline | Épreuve                      | Athlète                                              | Performance | Date |
| -------- | ---------- | ---------------------------- | ---------------------------------------------------- | ----------- | ---- |
| Or       | Voile      | Dériveur 12 pieds            | Henrik Robert                                        |             |      |
| Argent   | Équitation | Concours complet par équipes | Bjart Ording Arthur Qvist Eugen Johansen             |             |      |
| Argent   | Voile      | 6 mètres                     | Olav V de Norvège Johan Anker Erik Anker Håkon Bryhn |             |      |
| Bronze   | Athlétisme | Lancer de javelot            | Olav Sunde                                           |             |      |